# Upplands runinskrifter 393
Upplands runinskrifter 393 är en vikingatida runsten av granit i Borgmästarvreten, Sigtuna och Sigtuna kommun. Runstenen är cirka två meter hög och pyramidformad. Stenen är ristad på två sidor varav en med runor och en med ett Georgskors med förlängd stam. Runhöjden är mellan 5 och 8 centimeter. Stenen står på sin ursprungliga plats och är helt oskadad.

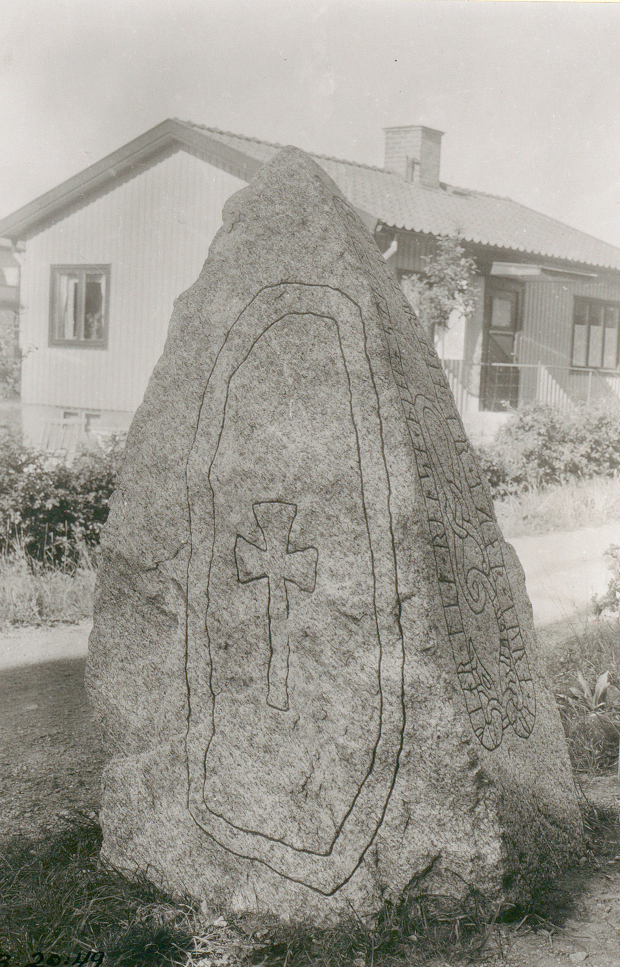
Upplands runinskrifter 393, sidan med det ristade Georgskorset.

## Inskriften
Translitterering av runraden:
ufihr × lit × raisa + þina + stin × aftʀ × sestr + sinar + tuar × tura × auk ruþui
Normalisering till runsvenska:
Ofæigʀ let ræisa þenna stæin æftiʀ systr sinaʀ tvaʀ, Tora(?) ok ʀoðvi.
Översättning till nusvenska:
Ofeg lät resa denna sten efter sina två systrar, Tora(?) och Rodvi.